# Warwick Rex

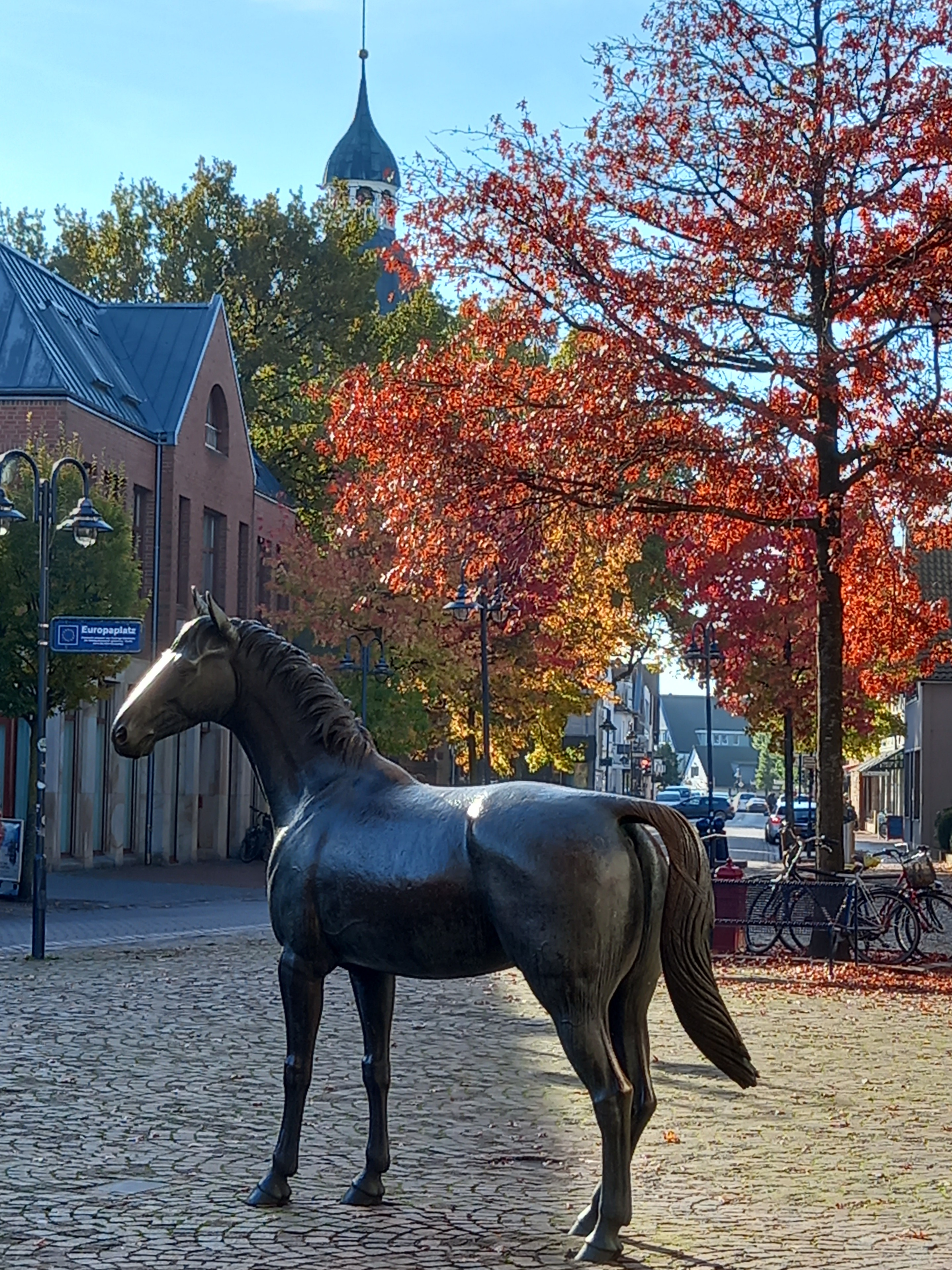
Bronzeskulptur von Warwick Rex auf dem Europaplatz in Vechta

Warwick Rex (* 1966) war ein Hannoveraner-Wallach und ein ehemaliges deutsches Weltklassespringpferd. Warwick Rex wurde im Sport von dem deutschen Springreiter Alwin Schockemöhle geritten.

## Erfolge als Springpferd
- 1975: Europameister in München
- 1976: Olympiasieger in Montreal
- 1976: Mannschaftssilber bei den Olympischen Spielen in Montreal[1]

## Statue
Seit 1981 steht auf dem Europaplatz in der Innenstadt von Vechta eine lebensgroße Bronzestatue des Springpferdes. Warwick-Rex-Reiter Alwin Schockemöhle wohnt im Landkreis Vechta in Mühlen. Gefertigt wurde die Statue von dem Münchner Künstler Heinrich Faltermeier und soll daran erinnern, dass Vechta ein traditionelles Zentrum der deutschen Pferdezucht und des deutschen Pferdesports ist. Auch in Bad Wörishofen im Stadtgarten steht eine solche Statue.